# Roccamonfina
Roccamonfina – miejscowość i gmina we Włoszech, w regionie Kampania, w prowincji Caserta.
Według danych na rok 2004 gminę zamieszkiwało 3808 osób, 126,9 os./km².